# 경구 피임약

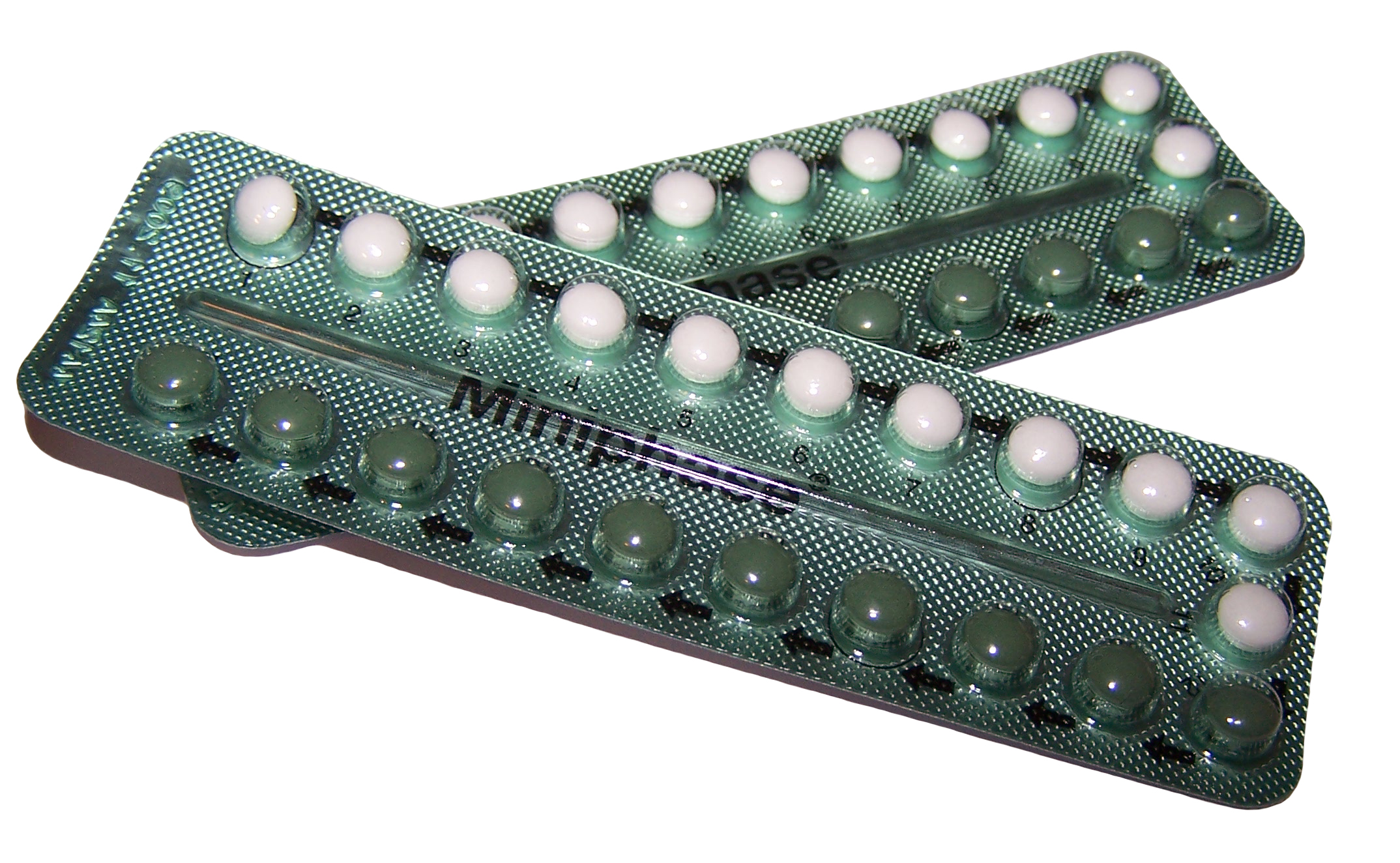
경구 피임약

경구 피임약(經口 避妊藥, 영어: Combined oral contraceptive pill, COCP)는 피임을 위해 복용하는 피임약이다. 1960년대 미국에서 개발된 이래 널리 보급되었다. 에스트로겐, 프로게스테론 성분이 함유되어 있으며 배란 억제, 정자의 자궁 내 침입 억제, 수정란의 착상 억제에 효과가 있다.
경구 피임약은 피임 이외에도 월경 주기의 변경, 생리통(월경 곤란증)의 완화, 자궁내막증의 치료에도 쓰인다. 경구 피임약은 월경 시작일로부터 하루 1정을 정해진 시간마다 21일 동안 복용하고 7일 동안은 쉬는 주기가 기본이다. 이 때문에 1개 시트마다 21정 또는 28정으로 구성된 경우가 대부분이다. 경구 피임약을 사용하려면 의사의 진찰을 통해 건강 상태를 확인한 다음에 처방받아야 한다.

## 같이 보기
- 호르몬 대체요법